# Æon Flux (película)
Æon Flux es una película de ciencia ficción dirigida por Karyn Kusama en 2005. La película es una adaptación libre de la serie de televisión de dibujos animados del mismo nombre, que fue creada por el animador Peter Chung (que tiene un papel menor en esta versión cinematográfica).
En el reparto destaca, como personaje principal y que da nombre al film, la estrella Charlize Theron. La película se estrenó el 2 de diciembre de 2005.

## Argumento
En un futuro posapocalíptico, después de que un virus ha eliminado el noventa y nueve por ciento de la población de la Tierra en el año 2011, la historia se desarrolla en el año 2415, los supervivientes viven en Bregna, una ciudad-estado amurallada, que es gobernada por un congreso de científicos. Æon Flux es una asesina miembro de los "Monicanos", una organización rebelde clandestina que se comunican telepáticamente mediante el uso de pastillas dirigidos por "el Controlador". Después de una misión para la destrucción de una estación de vigilancia, Æon llega a casa y encuentra a su hermana asesinada, supuestamente confundida con una monicana. Un año después, cuando Æon es enviada en una misión para asesinar al líder del gobierno, Trevor Goodchild, descubre que está implicada en un plan secreto para dar un golpe de Estado.
Este descubrimiento pone en tela de juicio el origen y el destino de todos en Bregna, en particular la conexión personal de Æon con el hombre al que debe asesinar. Finalmente descubre que ella es un clon de la difunta esposa de Goodchild, Katherine, y que en realidad el trata de salvar a la humanidad, en secreto, con la creación de una cura para la infertilidad causada por el antídoto para la enfermedad que mató al noventa y nueve por ciento de la población de la Tierra. Resulta que todos los niños recién nacidos en Bregna son clones creados con ADN reciclado, con los muertos constantemente renaciendo en nuevos individuos y todavía con ciertas partes de la memoria de sus antepasados. Uno de los experimentos de Trevor tiene éxito, pero Oren Goodchild, hermano de Trevor, destruye la investigación en un intento de mantenerse en el poder y vivir para siempre en forma de clones de sí mismo.
Sin embargo, en un enfrentamiento con Trevor y Æon, Oren pone de manifiesto que la humanidad misma se ha adaptado y algunas personas han recuperado la capacidad de tener hijos por su cuenta. Æon es, en última instancia, obligada a actuar en contra tanto de sus primeros aliados como de Oren, pero se las arregla para convencer a los Monicans para no escuchar al Controlador y se pongan de su lado para matar a Oren y sus hombres. En un acto final, Æon se prepara para destruir las instalaciones donde se guarda el ADN utilizado para las clonaciones, un dirigible que se encuentra constantemente en el cielo. Allí se encuentra con la persona, que supervisa el ADN, que era el médico que preservó su ADN cuando Oren ordenó que se destruyera. El posterior desplome del dirigible rompe el muro que rodea la ciudad y por primera vez en siglos la población es capaz de expandirse por el mundo exterior.

## Reparto
- Charlize Theron como Æon Flux.
- Marton Csokas como Trevor Goodchild.
- Jonny Lee Miller como Oren Goodchild.
- Sophie Okonedo como Sithandra.
- Ralph Herforth como Gardenar.
- Frances McDormand como Handler.
- Pete Postlethwaite como Keeper.
- Amelia Warner como Una Flux.
- Caroline Chikezie como Freya.
- Nikolai Kinski como Claudius.
- Paterson Joseph como Giroux.
- Yangzom Brauen como Inari.

## Producción
El guion fue escrito por Phil Hay y Matt Manfredi (escritores de la serie juvenil Crazy/Beautiful y la comedia de acción The Tuxedo), y la película es dirigida por Karyn Kusama (Girlfight). El personaje de Æon Flux fue interpretado por, la ganadora de un Oscar, Charlize Theron. Esta película fue producida por MTV Films, cosa no habitual ya que se trata de una película de acción.
Al principio de la producción, se consideró a la actriz Michelle Rodríguez para el papel de Aeon, quizá debido al hecho de que previamente había tenido una relación con el director Kusama en el film Girlfight.
Karyn Kusama sugirió inicialmente que el rodaje se realizara en Brasilia, Brasil porque la arquitectura de la ciudad encajaba con su visión de Bregna. La idea fue rechazada debido a que en Brasilia se carecía de las infraestructuras y los medios técnicos que facilitasen la producción de la película. Después de explorar varias ciudades alrededor del mundo, se eligió a Berlín, Alemania como lugar de rodaje.
El rodaje se suspendió temporalmente, por un mes, durante septiembre de 2004, mientras Theron se recuperaba de una lesión en el cuello que sufrió durante una escena peligrosa en el décimo día de rodaje, mientras realizaba una voltereta de espaldas. Fue hospitalizada en Berlín durante cinco días y necesitó cerca de seis semanas de fisioterapia para recuperarse.

## Estreno y reacción
Paramount Pictures decidió no mostrar Æon Flux a los críticos antes de su estreno. La película ganó 13,1 millones de dólares en su fin de semana de estreno. El 9 de febrero de 2006, completó su ciclo de salas, ganando $ 25.874.337 en todo el mundo y computando un total recaudado de $ 52,304,001. La reacción de los críticos fue desigualmente negativa. La película mantiene una calificación de 10% en Rotten Tomatoes y una puntuación de 36 sobre 100 en Metacritic. Se consideró un fracaso económico ya que sus ingresos fueron inferiores a su presupuesto de 62 millones de dólares.
Aunque Peter Chung se mostró optimista sobre la película y quedó impresionado con los decorados al visitar la producción, finalmente la describió como "una farsa". Los guionistas Phil Hay y Matt Manfredi afirmaron, en una entrevista, que la película fue cortada por el estudio antes de su estreno y que el corte original del director contenía cerca de 30 minutos de escenas adicionales, que Chung reconoció en su crítica de la película.

## Otros medios
A finales de 2005, Dark Horse Comics publicó una edición de cuatro cómic de serie limitada en conexión con la película. La historia sirve como una precuela de la película y es una mezcla de diseños de la serie original de televisión de Peter Chung, combinados con los decorados y otros elementos de la historia de la película. Los dos últimos números de la serie limitada se publicaron después de que la película fuese estrenada. Dark Horse no ha anunciado si se publicarán más cómics basados en Æon Flux.
El 15 de noviembre de 2005, una adaptación del videojuego del mismo nombre fue lanzado en Norteamérica para las consolas de juegos PlayStation 2 y Xbox.
Æon Flux fue lanzada en DVD el 25 de abril de 2006. A partir del 16 de julio de 2006, el DVD ya había recaudado un total de $ 31.80 millones en ventas de alquiler.